# منتخب مالطا لكرة القاعدة
منتخب مالطا لكرة القاعدة (بالإنجليزية: Malta national baseball team)‏ هو ممثل مالطا الرسمي في المنافسات الدولية في كرة القاعدة
.